# 塞爾傑吉夫卡
49°5′38″N 31°23′50″E / 49.09389°N 31.39722°E
塞爾德希夫卡（烏克蘭語：Сердегівка）是位於烏克蘭中部的村莊，由切爾卡瑟州裡茲韋尼霍羅德卡區的什波拉市鎮負責管轄。該村海拔高度185米，2001年人口331，97%居民使用烏克蘭語。